# Василёк придунайский
Василёк придуна́йский (лат. Centaurea sadleriána) — вид многолетних травянистых растений из рода Василёк семейства Астровые.
Современными систематиками обычно рассматривается как подвид василька шероховатого — Centaurea scabiosa subsp. sadleriana (Janka) Asch. & Graebn., 1899.

## Ареал
Ареал вида — Среднедунайская низменность, в том числе Сербия и Венгрия. Довольно обычен в Воеводине (Сербия), особенно на горе Фрушка, во всех остальных регионах очень редок. Непосредственной угрозы исчезновения вида нет, но популяция василька придунайского очень мала, поэтому он включён в Европейскую Красную книгу растений, находящихся под угрозой исчезновения, а также в Список охраняемых растений Венгрии.
Растение предпочитает сухие места, лёссовые или песчаные почвы. Растёт как на равнинах, так и на холмах.

## Описание
Высота взрослого растения — от 60 до 200 см.
Окраска цветков — от розовой до фиолетовой. Цветёт с июня по октябрь.